# Wellpropeller
Der Wellpropeller ist eine aerodynamische Antriebsform, die nach dem Schlagflügelprinzip funktioniert. Im Unterschied zum Drehflügel der Hubschrauber wird beim Wellpropeller ein tragflächenförmiger Flügel um seine Längsachse gedreht. Zur Verstärkung des Luftstroms wird gewöhnlich ein zweiter Flügel hinter dem Schlagflügel angebracht. Ein Wellpropeller erzeugt Vortrieb und Auftrieb.
In den 1950er und 1960er Jahren sorgten die Forschungsergebnisse des Ingenieurs Wilhelm Schmidt aus Dresden, die in Aussicht stellten, in absehbarer Zeit Flugzeuge schwerer als Luft mit Wellpropellern bauen zu können, für Aufsehen. Bald stellte sich aber heraus, dass zwar die Vorwärtsbewegung mit Wellpropellern zu realisieren sei, nicht aber der Auftrieb. Ab dem Jahr 1968 konzentrierte sich Schmidt gemeinsam mit dem Dipl. Volkswirt Ulrich Queck auf die Antriebe von Luftschiffen (Delphin-Luftschiff). Die Forschungen wurden später eingestellt, ohne dass man über das Experimentalstadium hinauskam. Schmidt hat sein Archiv und verschiedene Experimentiergeräte dem Otto-Lilienthal-Museum als Vorlass übergeben.
Seit den 1990er Jahren wird in einigen Ländern wieder am Wellpropeller geforscht, wobei man sich wieder auf die Fortbewegung von Luftschiffen konzentriert.